# 帝国鋼管
株式会社帝国鋼管製造所（ていこくこうかんせいぞうしょ）は、かつて大阪市西成区に存在した企業。通称、帝国鋼管。

## 概要
本社工場は、国道43号沿いの大阪市西成区出城1丁目、大阪府立今宮工科高等学校（現・大阪府立今宮工科高等学校）の隣に存在した。
1925年（大正14年）の大阪市域編入、西成区が設置された時には、合資会社帝国鋼管製造所として工場が存在したことが、西成区史に記されている。
跡地は、2005年（平成17年）4月28日付の大店立地法の新設届出の、ニトリ西成店となっている。